# Azrael

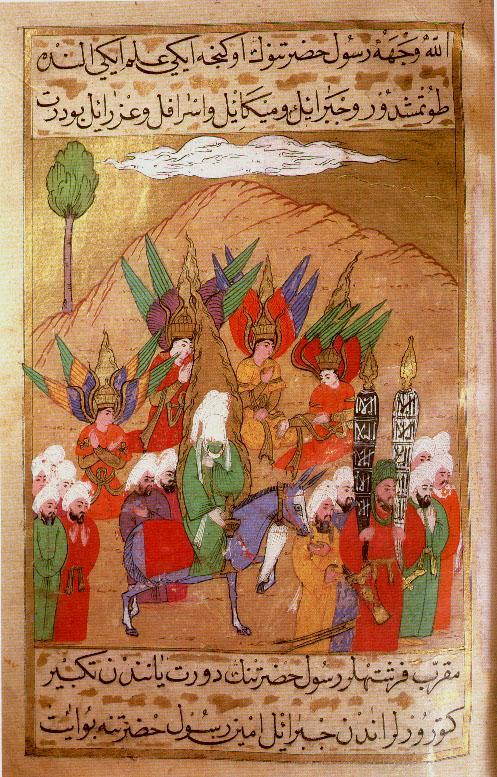
Mahoma i els seus companys anant a la Meca, acompanyats pels arcàngels Gabriel, Miquel, Rafael i Azrael.

Azrael (en àrab عزرائيل, ʿIzrāʾīl ) és l'arcàngel de la mort segons la tradició islàmica. El seu nom significa "a qui Déu ajuda", tot i que a l'Alcorà no se l'anomena mai i només es fa servir la perífrasi Màlak al-Mawt ('Àngel de la Mort') per a referir-s'hi. Els hebreus emparenten el nom amb Ezra, un sacerdot aaronita.
Se'l representa amb quatre cares i quatre mil ales i té el cos cobert d'ulls i boques, una per cada habitant de la Terra. En l'art posterior s'ha anat accentuant el seu costat fosc, de manera que gairebé sembla un vampir. Pot viatjar entre el Cel i l'Infern per la seva tasca exterminadora complint els desitjos divins.

## El nom a altres àmbits
- Azraïl és el déu de la mort[3] en la mitologia hausa, que pertany a grups autòctons de Nigèria. El seu nom sembla inspirat de l'Azraïl islàmic.
- El gat dolent de Gargamel a Els barrufets té aquest nom.
- Diverses bandes de heavy metal s'anomenen com aquesta figura.
- Apareix al món de Terry Pratchett i a diversos còmics com a personificació o ajudant de la mort.